# 68ª Mostra internazionale d'arte cinematografica di Venezia
La 68ª edizione della Mostra internazionale d'arte cinematografica ha avuto luogo a Venezia, Italia, dal 31 agosto al 10 settembre 2011.
La madrina della rassegna è stata l'attrice italiana Vittoria Puccini.

## Giurie
Le giurie internazionali della 68ª Mostra internazionale d'arte cinematografica di Venezia sono state composte da:

### Giuria della sezione ufficiale
- Darren Aronofsky (regista e sceneggiatore, Stati Uniti d'America) - Presidente
- Eija-Liisa Ahtila (artista e regista, Finlandia)
- David Byrne (musicista e regista, Regno Unito)
- Todd Haynes (regista, Stati Uniti d'America)
- Mario Martone (regista, Italia)
- Alba Rohrwacher (attrice, Italia)
- André Téchiné (regista e sceneggiatore, Francia)

### Giuria della sezione "Orizzonti"
- Jia Zhangke (regista, sceneggiatore e produttore, Cina) - Presidente
- Stuart Comer (curatore della sezione film della Tate Modern di Londra, Regno Unito)
- Odile Decq (architetto, Francia)
- Marianne Khoury (regista e produttrice, Egitto)
- Jacopo Quadri (montatore e regista, Italia)

### Giuria del "Premio Venezia Opera Prima Luigi De Laurentiis"
- Carlo Mazzacurati (regista, Italia) - Presidente
- Aleksei Fedorchenko (regista e sceneggiatore, Russia)
- Fred Roos (produttore, Stati Uniti d'America)
- Charles Tesson (critico e storico, Francia)
- Serra Yılmaz (attrice, Turchia)

### Controcampo Italiano
- Stefano Incerti (regista, Italia) - Presidente
- Aureliano Amadei (sceneggiatore, Italia)
- Cristiana Capotondi (attrice, Italia)

## Sezioni principali

### Film in concorso
Concorso internazionale di lungometraggi in 35 mm e in digitale, proiettati in anteprima mondiale, in gara per il Leone d'Oro.
- Le idi di marzo (The Ides of March) di George Clooney (Stati Uniti d'America) (film d'apertura)
- Terraferma di Emanuele Crialese (Italia)
- Carnage di Roman Polański (Francia/Germania/Spagna/Polonia)
- A Dangerous Method di David Cronenberg (Stati Uniti d'America)
- La talpa (Tinker, Tailor, Soldier, Spy) di Tomas Alfredson (Regno Unito)
- Killer Joe di William Friedkin (Stati Uniti d'America)
- Le paludi della morte (Texas Killing Fields) di Ami Canaan Mann (Stati Uniti d'America)
- 4:44 - Ultimo giorno sulla terra (4:44 Last Day on Earth) di Abel Ferrara (Stati Uniti d'America)
- Un été brûlant di Philippe Garrel (Francia)
- Faust di Aleksandr Sokurov (Russia)
- Dark Horse di Todd Solondz (Stati Uniti d'America)
- Himizu di Sion Sono (Giappone)
- Cime tempestose (Wuthering Heights) di Andrea Arnold (Regno Unito)
- The Exchange (Hahithalfut) di Eran Kolirin (Israele)
- A Simple Life di Ann Hui (Cina)
- Saideke Balai di Wei Te-Sheng (Taiwan)
- Pollo alle prugne (Poulet aux prunes) di Marjane Satrapi e Vincent Paronnaud (Francia/Germania)
- Quando la notte di Cristina Comencini (Italia)
- Alps (Álpeis) di Giorgos Lanthimos (Grecia)
- Shame di Steve McQueen (Regno Unito)
- L'ultimo terrestre di Gianni Pacinotti (Italia)
- Life Without Principle (Dyut Ming Gam) di Johnnie To (Hong Kong)
- Rénshānrénhǎi di Shangjun Cai (Cina) (film sorpresa)

### Film fuori concorso
- Box Office 3D - Il film dei film di Ezio Greggio (Italia)  (Film di pre-apertura speciale)
- Vivan las Antipodas! di Victor Kossakovsky (Germania/Argentina/Paesi Bassi/Cile) (Film di apertura)
- Damsels in Distress - Ragazze allo sbando (Damsels in Distress) di Whit Stillman (Film di chiusura)
- W.E. di Madonna (Regno Unito)
- Contagion di Steven Soderbergh (Stati Uniti d'America)
- Il villaggio di cartone di Ermanno Olmi (Italia)
- Wilde Salomé di Al Pacino (Stati Uniti d'America)
- La folie Almayer di Chantal Akerman (Belgio/Francia)
- The Sorcerer and the White Snake di Ching Siu-Tung (Cina)
- Giochi d'estate di Rolando Colla (Svizzera)
- Tahrir 2011 di Tamer Ezzat, Ahmad Abdalla, Ayten Amin e Amr Salama (Egitto)
- La désintégration di Philippe Faucon (Belgio)
- The Moth Diaries di Mary Harron (Canada/Irlanda)
- Alois Nebel di Tomás Lunák (Repubblica Ceca)
- Eva di Kike Maíllo (Spagna)
- Scossa di Francesco Maselli, Carlo Lizzani, Ugo Gregoretti e Nino Russo (Italia)
- La Clé des champs di Claude Nuridsany e Marie Pérennou (Francia)
- Questa storia qua di Alessandro Paris e Sibylle Righetti (Italia)
- Tormented di Takashi Shimizu (Giappone/Paesi Bassi)
- Diana Vreeland: The Eye Has To Travel di Lisa Immordino Vreeland (Stati Uniti d'America)
- India: Matri Bhumi di Roberto Rossellini (Italia/Francia) (Versione restaurata)
- Don't Expect Too Much di Susan Ray (Stati Uniti d'America)
- Non possiamo tornare a casa (We Can't Go Home Again) di Nicholas Ray (Stati Uniti d'America)
- Mildred Pierce di Todd Haynes (Stati Uniti d'America) (Miniserie)
- Duvidha di Mani Kaul (India)
- Nel nome del padre di Marco Bellocchio (Italia)

### Orizzonti
- Palacios de pena di Gabriel Abrantes e Daniel Schmidt (Portogallo)
- Accidentes Gloriosos di Mario Andrizzi e Marcus Lindeen (Svezia/Danimarca/Argentina)
- L'Oiseau di Yves Caumon (Francia)
- Hail di Amiel Courtin-Wilson (Australia)
- Nocturnos di Edgardo Cozarinsky (Argentina)
- Amore carne di Pippo Delbono (Italia/Svizzera)
- I'm Carolyn Parker di Jonathan Demme (Stati Uniti d'America)
- Sonchidi di Amit Dutta (India)
- Sal di James Franco (Stati Uniti d'America)
- Whores' Glory di Michael Glawogger (Germania/Austria)
- Die Herde des Herrn di Romuald Karmakar (Germania)
- Louyre - This Our Still Life di Andrew Koetting (Regno Unito)
- Jultak dongshi di Kim Kyung-Mook (Corea del Sud)
- Girimunho di Helvécio Marins Jr. e Clarissa Campolina (Brasile/Spagna/Germania)
- Photographic Memory di Ross McElwee (Stati Uniti d'America)
- Cut di Amir Naderi (Giappone) (Film d'apertura)
- The Invader di Nicolas Provost (Belgio)
- Shock Head Soul di Simon Pummell (Gran Bretagna/Paesi Bassi)
- Two Years at Sea di Ben Rivers (Gran Bretagna)
- Birmingham Ornament di Andrey Silvestrov e Yuri Leiderman (Russia)
- Anehy ghorhey da daan di Gurvinder Singh (India)
- O le tulafale di Tusi Tamasese (Nuova Zelanda/Samoa)
- Lung Neaw visits his Neighbours di Rirkrit Tiravanjia (Thailandia/Messico)
- Verano di José Luis Torres Leiva (Cile)
- Kotoko di Shinya Tsukamoto (Giappone)
- Le petit poucet di Marina de Van (Francia)
- Monkey Sandwich di Wim Vandekeybus (Belgio)
- Cisne di Teresa Villaverde (Portogallo)
- Wokou de zongji di Xu Haofeng (Cina)

### Controcampo italiano
- Scialla! (Stai sereno) di Francesco Bruni (Italia)
- Maternity Blues di Fabrizio Cattani (Italia)
- Qualche nuvola di Saverio Di Biagio (Italia)
- Cose dell'altro mondo di Francesco Patierno (Italia)
- Cavalli di Michele Rho (Italia)
- Tutta colpa della musica di Ricky Tognazzi (Italia)
- L'arrivo di Wang dei Manetti Bros. (Italia)

#### Documentari
- Black Block di Carlo Augusto Bachschmidt (Italia)
- Piazza Garibaldi di Davide Ferrario (Italia)
- Pugni chiusi di Fiorella Infascelli (Italia)
- Out of Tehran di Monica Maggioni (Italia)
- Pasta nera di Alessandro Piva (Italia)
- Quiproquo di Elisabetta Sgarbi (Italia)

#### Eventi
- Io sono - Storie di schiavitù di Barbara Cupisti (Italia)
- Caldo grigio, caldo nero di Marco Dentici (Italia)
- Rudolf Jacobs, l'uomo che nacque morendo di Luigi Faccini (Italia)
- Andata e ritorno (Work-in-progress) di Donatella Finocchiaro (Italia)
- Dai nostri inviati - La RAI racconta la Mostra del cinema 1968 - 1979 di Giuseppe Giannotti, Enrico Salvatori e Davide Savelli (Italia)
- Pivano Blues - Sulla strada di Nanda di Teresa Marchesi (Italia)
- Schuberth - L'atelier della dolce vita di Antonello Sarno (Italia)
- Hollywood Invasion di Marco Spagnoli (Italia)
- Un foglio bianco di Maurizio Zaccaro (Italia)

### Orizzonti 1961-1978
- Sul davanti fioriva una magnolia di Paolo Breccia (Italia)
- Vieni, dolce morte di Paolo Brunatto (Italia)
- Kappa di Nato Frascà (Italia)
- In punto di morte di Mario Garriba (Italia)
- Anna di Alberto Grifi (Italia)
- Il vetturale del San Gottardo di Ivo Illuminati (Italia)
- Il potere di Augusto Tretti (Italia)

## Sezioni autonome e parallele

### Settimana Internazionale della Critica
- El campo di Hernán Belón (Italia/Argentina)
- El lenguaje de los machetes di Kyzza Terrazas (Messico)
- Là-bas - Educazione criminale di Guido Lombardi (Italia)
- Terre outragée di Michale Boganim (Francia/Ucraina)
- Louise Wimmer di Cyril Mennegun (Francia)
- Marécages di Guy Édoin (Canada/Germania)
- Totem di Jessica Krummacher (Germania)
- Stockholm Östra di Simon Kaijser da Silva (Svezia) (Fuori concorso - Film d'apertura)
- Missione di pace di Francesco Lagi (Italia) (Fuori concorso - Film di chiusura)

### Giornate degli Autori
- Another Silence di Santiago Amigorena (Francia/Canada/Brasile/Argentina)
- Ki (My Name is Ki) di Ladzek Dawid (Polonia)
- Ruggine di Daniele Gaglianone (Italia)
- Presume coupable di Vincent Garenq (Francia)
- Tutti i nostri desideri (Toutes nos envies) di Philippe Lioret (Francia)
- Love and Bruises di Lou Ye (Francia)
- Historias... que so existem quando lembradas di Julia Murat (Brasile/Francia)
- Portret v Sumerkakh di Angelina Nikonova (Russia)
- Io sono Li di Andrea Segre (Italia/Francia)
- Hiver Dernier di John Shank (Belgio/Francia)
- Café de Flore di Jean-Marc Vallée (Canada/Francia)
- Habibi Rasak Kharban di Susan Youssef (Palestina/Emirati Arabi Uniti/Paesi Bassi)

Eventi speciali
- Di là del vetro di Andrea Di Bari (Italia) (cortometraggio d'apertura)
- Edut di Shlomi Elkabetz (Israele/Francia)
- Cuba nell'epoca di Obama di Gianni Minà (Italia)
- Crazy Horse di Frederick Wiseman (Francia/Stati Uniti d'America)
- Voi siete qui di Francesco Matera (Italia)
- L'imperatore della California (Der Kaiser von Kalifornien) di Luis Trenker (Germania)

Spazio aperto
- La penna di Hemingway di Renzo Carbonera (Italia)
- Hit the Road, nonna di Duccio Chiarini (Italia)
- Mundial olvidado/Il Mundial dimenticato di Lorenzo Garzella e Filippo Macelloni (Italia/Argentina)
- Radici di Carlo Luglio (Italia)
- Dietro il buio di Giorgio Pressburger (Italia)
- Più che un artista di Elisabetta Pandimiglio (Italia)
- Valdagno, Arizona di Pyoor (Italia/Stati Uniti d'America)

## Premi

### Premi principali
- Leone d'oro
  - Leone d'oro al miglior film: Faust di Aleksandr Sokurov
  - Leone d'oro alla carriera: a Marco Bellocchio
- Leone d'argento
  - Gran premio della giuria: Terraferma di Emanuele Crialese
  - Premio speciale per la regia: Cai Shangjun per Rénshānrénhǎi
- Coppa Volpi
  - Coppa Volpi per la miglior interpretazione maschile: Michael Fassbender per Shame
  - Coppa Volpi per la miglior interpretazione femminile: Deanie Yip per A Simple Life (Tao Jie)
- Premio Osella
  - Premio Osella per la migliore sceneggiatura: Euthymīs Filippou e Yorgos Lanthimos per Alps
  - Premio Osella per il migliore contributo tecnico: Robbie Ryan per Cime tempestose (Wuthering Heights)
- Premio Marcello Mastroianni, ad un attore o attrice emergente: Shôta Sometani e Fumi Nikaidō per Himizu
- Premio Controcampo (per i lungometraggi narrativi): a Scialla! (Stai sereno) di Francesco Bruni
- Premio Controcampo (per i cortometraggi): a A Chjàna di Jonas Carpignano
- Premio Controcampo Doc (per i documentari): a Pugni chiusi di Fiorella Infascelli
- Premio Controcampo italiano - Menzione Speciale: a Black Block di Carlo Augusto Bachschmidt e a Francesco Di Giacomo per la fotografia di Pugni chiusi
- Premio Persol 3-D: al Zapruder filmmakersgroup composto da David Zamagni, Nadia Ranocchi e Monaldo Moretti
- Premio Jaeger-LeCoultre Glory to the Filmmaker: ad Al Pacino
- Premio l'Oréal Paris per il cinema: a Nicole Grimaudo

### Orizzonti
- Premio Orizzonti: a Kotoko di Shinya Tsukamoto
- Premio speciale della giuria: a Whores' Glory di Michael Glawogger
- Premio Orizzonti Cortometraggio: a In attesa dell'avvento di Felice D'Agostino e Arturo Lavorato
- Premio Orizzonti Mediometraggio: a Accidentes Gloriosos di Mario Andrizzi e Marcus Lindeen
- Menzioni speciali: a O le tulafale di Tusi Tamasese e All The Lines Flow Out di Charles Lim Yi Yong
- Cortometraggio di Venezia nominato per gli European Film Awards: Hypercrisis di Josef Dabernig

### Premio Venezia Opera prima "Luigi De Laurentiis"
- Leone del Futuro: Là-bas - Educazione criminale di Guido Lombardi

### Premi collaterali
- Premio FIPRESCI:
  - Miglior film Venezia 68 a Shame di Steve McQueen
  - Miglior film Orizzonti e Settimana Internazionale della Critica a Two Years at Sea di Ben Rivers
- Premio SIGNIS: a Faust di Aleksandr Sokurov
  - Menzione speciale a A Simple Life di Ann Hui
- Premio del pubblico "Kino" – Settimana della Critica: a Là-bas - Educazione criminale di Guido Lombardi
- Premio Label Europa Cinemas: a Présumé Coupable di Vincent Garenq
- Premio Leoncino d'Oro Agiscuola: a Carnage di Roman Polański
  - Segnalazione Cinema for UNICEF: a Terraferma di Emanuele Crialese
- Premio Francesco Pasinetti (SNGCI): a Terraferma di Emanuele Crialese
  - Segnalazione del SNGCI: L'ultimo terrestre di Gian Alfonso Pacinotti
- Premio Brian: a Le idi di marzo (The Ides of March) di George Clooney
- Premio Queer Lion (Associazione Cinemarte): a Wilde Salomé di Al Pacino
- Premio Arca CinemaGiovani:
  - Miglior film Venezia 68: a Shame di Steve McQueen
  - Miglior film italiano: a L'ultimo terrestre di Gian Alfonso Pacinotti
- Biografilm Lancia Award: a Black Block di Carlo Augusto Bachschmidt
  - Premio speciale della giuria: a Pivano Blues - Sulla strada di Nanda di Teresa Marchesi
- Premio CICT - UNESCO "Enrico Fulchignoni": a Tahrir 2011 di Tamer Ezzat, Ayten Amin e Amr Salama
- Premio CICAE - Cinema d'arte e d'essai: a O le tulafale di Tusi Tamasese
- Premio CinemAvvenire:
  - Miglior film Venezia 68: a Shame di Steve McQueen
  - Miglior film - Il cerchio non è rotondo (Cinema per la pace e la ricchezza delle diversità): a O le tulafale di Tusi Tamasese
- Premio FEDIC: a Io sono Li di Andrea Segre
  - Menzione speciale a Pasta nera di Alessandro Piva
- Premio Fondazione Mimmo Rotella: a L'ultimo terrestre di Gian Alfonso Pacinotti
- Future Film Festival Digital Award: a Faust di Alexander Sokurov
  - Menzione speciale a Kotoko di Shinya Tsukamoto
- Premio Nazareno Taddei: a A Simple Life di Ann Hui
- Premio Lanterna Magica (CGS): a Io sono Li di Andrea Segre
- Premio Open: a Marco Müller
- Premio La Navicella – Venezia Cinema: a A Simple Life di Ann Hui
- Premio Lina Mangiacapre: a Io sono Li di Andrea Segre
  - Menzione speciale al regista Fabrizio Cattani per Maternity Blues
- Premio Gianni Astrei pro life: a A Simple Life di Ann Hui
- Premio Premio AIF - FORFILMFEST: a Scialla! (Stai sereno) di Francesco Bruni
- Mouse d'Oro: a Killer Joe di William Friedkin
  - Mouse d'Argento: a Kotoko di Shinya Tsukamoto
- Premio UK - Italy Creative Industries Award – Best Innovative Budget: a L'arrivo di Wang dei Manetti Bros.
- Premio Pari Opportunità: a A Simple Life di Ann Hui
- Premio Gillo Pontecorvo - Arcobaleno Latino: a Nicola Borrelli, Gian Marco Committeri, Roberto Lo Surdo e Mario La Torre
- Premio Christopher D. Smithers Foundation: a Himizu di Sono Sion
- Interfilm Award for Promoting Interreligious Dialogue: a Girimunho di Helvécio Marins Jr. e Clarissa Campolina
- Premio Vittorio Veneto Film Festival: a Scialla! (Stai sereno) di Francesco Bruni
  - Menzione speciale a Eva di Kike Maíllo
- Premium Cinema Talent Award: a Filippo Timi